# Okna (kraj liberecki)
Okna – gmina w Czechach, w powiecie Česká Lípa, w kraju libereckim. 1 stycznia 2014 liczyła 302 mieszkańców.